# 1769 w polityce

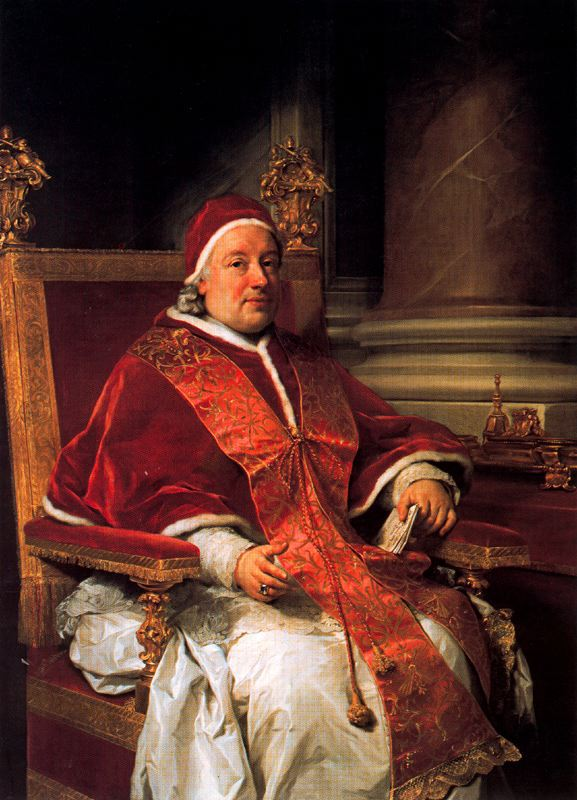
Klemens XIII

Wydarzenia polityczne w 1769 roku.

## Zmarli
- 2 lutego Klemens XIII, papież[1].